# Ranipura
Ranipura fou un estat tributari protegit de l'agència de Mahi Kantha a la presidència de Bombai. Estava format per 1 sol poble, amb 199 habitants el 1901. Els seus ingressos s'estimaven en 1998 rúpies el 1900, estant exempt de pagar tribut.